# يرميسكيز محمد الجلبي
كان يرمسكيز محمد جلبي أفندي والذي عاش بين ( 1670-1732) وعْرف ايضا بمحمد أفندي يكتب أحيانًا (محيمت أفندي في فرنسا).
رجل دولة وأول سفير عثماني تم تفويضه سفيراً من قبل السلطان أحمد الثالث إلى لويس الخامس عشر في فرنسا عام 1720. يُذكر بروايته لبعثة سفارته والتي لخصها في كتاب عنوانه سفارت نامه.
وُلد يرميسكيز محمد جلبي في مدينة أدرنة لعائلة من أصل جورجي.  تاريخ ميلاده غير معروف، وهو نجل الضابط في الفيلق الإنكشاري سليمان آغا، الذي توفي خلال حملة على بيكس.الجدير بالذكر أن محمد جلبي نفسه كان مسجلاً في الفيلق الإنكشاري، وبما أنه خدم في الكتيبة 28 (" orta " في المصطلحات الإنكشارية من السلك. وقد عُرف بلقب يرميسكيز معناه "28" باللغة التركية حياته كلها. نسله بمن فيهم ابنه الذي أصبح وزيراً أعظم ، حملوا أيضاً هذا اللقب على شكل يرميسكيزاد "ابن ثمانية وعشرين".
ارتقى في التسلسل الهرمي العسكري ثم كرس حياته المهنية لخدمة مالية الدولة، كمشرف على دار سك العملة العثمانية أبتدئاً، وكمحاسب إمبراطوري رئيسي في ال( defterdar ) في عهد أحمد الثالث. أما في العام 1720 وأثناء وجوده في هذا المنصب، تم تعيينه سفيراً عثمانياً لدى لويس الخامس عشر في فرنسا وأُرسل إلى باريس. لقد تميزت سفارته التي استمرت أحد عشر شهرًا بكونها أول تمثيل أجنبي دائم للإمبراطورية العثمانية. وقد قًّدم محمد الجلبي اتصالاته وخبراته وملاحظاته إلى السلطان في شكل كتاب بعد عودته إلى العاصمة العثمانية.
إن كتابه سفرات نامه هو أحد أهم الأمثلة على النوع المتجانس من الأدب، سواء لمزاياها الأدبية أو من حيث الأفكار التي يقدمها عن وقته وبيئته.
حيث وصف فيه رحلته إلى فرنسا، وكتب عن الحجر الصحي والذي كانت مدة 40 يومًا بالقرب من طولون خوفًا من الطاعون. وشملت كتاباته رِحلتَه عبر بوردو نحو باريس، واستقبال لويس الخامس عشر له. وكتب عن الاحتفالات والمناسبات الاجتماعية التي شارك فيها، ولا سيما ليلة في المسرح، والأماكن ذات الأهمية في باريس. إن فضوله الذي يفحص به الثقافة الغربية والفضول الذي أثاره بين محاوريه الغربيين، على سبيل المثال أيام صيامه في رمضان ، يوليو / أغسطس 1720 ، أصبح سببًا للتجمع العام " للنساء الباريسيات الفضوليات".
بصرف النظر الدور الاساسي والمهم الذي لعبه في تحديد وتيرة وطبيعة عملية التغريب ذات الوتيرة الطويلة في الإمبراطورية العثمانية. كان لسفارته أيضًا تداعيات فورية في الإمبراطورية العثمانية، لا سيما في فتح أول دار طباعة والتي ادارها إبراهيم موتيفريكا، وهو من المجر والذي اعتنق الإسلام، و نُشرت له كتب باللغة التركية. وافتُتحت في العام نفسه من عام 1720 كنتيجة مباشرة لمهمة محمد جلبي في باريس. وتحت الحماية الشخصية ورعاية ابنه يرميسكيزاد محمد سعيد باشا،الوزير الأعظم فيما بعد.
تعتبر حدائق ساداباد الشهيرة في القسطنطينية ، أحد رموز عصر التوليب ، المستوحاة إلى حد كبير من تقنيات البستنة المستخدمة في قصر التويلري ، والتي وصفها المؤلف / السفير بالتفصيل. تُرجم كتابه إلى الفرنسية عام 1757 وأيضًا إلى لغات غربية أخرى بعد ذلك.
بعد بعثته الى سفارة أخرى هذه المرة إلى مِصر تم نفي يرميسكيز محمد جلبي وهو والذي كان مرتبطًا ارتباطًا وثيقًا بعصر التوليب، إلى قبرص بعد انتفاضة باترونا خليل التي أنهت تلك الحقبة، وحكم أحمد الثالث.و توفي محمد جلبي في فاماغوستا عام 1732 ودفن في باحة مسجد بوغداي في تلك المدينة.
حصل ابنه يرميسكيزاد محمد سعيد باشا على تفضيل إمبراطوري بعد ذلك بوقت قصير وأرسل نفسه لسفارة في باريس عام 1742، بالإضافة إلى سفارة أخرى أكثر أهمية من الناحية التاريخية في السويد وبولندا ، مما أدى إلى كتابته sefaretname آخر